# Zajazd w Czernichowie
Zajazd w Czernichowie – dawny zajazd znajdujący się w Czernichowie, w gminie Czernichów, w powiecie krakowskim.
Obiekt wraz z otoczeniem, został wpisany do rejestru zabytków nieruchomych województwa małopolskiego.
 Budynek dawnej karczmy z długą kolumnadą kamiennego podcienia, w stanie Ruiny (2022 rok).

## Historia
Obiekt znajduje się przy wąskiej uliczce (Starowiślna 22) poniżej kościoła na niedużej działce. Budynek jest zaznaczony na planie katastralnym wsi Czernichówek z 1848 roku. Ze źródeł historycznych wynika, że  obiekt istniał w tym miejscu dużo wcześniej i stanowił miejsce spotkań flisaków i Żydów. W zajeździe zatrzymał się także król Jan III Sobieski w dniach 15-16 sierpnia 1683 roku w drodze na Wiedeń. W pierwszej  połowie XIX wieku część elementów drewnianych została zastąpiona murowanymi. Do roku 2008 w pomieszczeniach – częściowo przebudowanych i dobudowanych – funkcjonował zakład masarski. Potem obiekt kupił inwestor prywatny, który nie podejmował  prac remontowych a budynek został  uszkodzony w wyniku pożaru . W 2020 roku obiekt został sprzedany w katastrofalnym stanie firmie z Czernichowa, która w tym samym roku rozpoczęła starania o ratowanie zabytku poprzez nawiązanie współpracy ze specjalistami w zakresie inwentaryzacji i projektowania obiektów zabytkowych zgodnie z zleceniami Wojewódzkiego Konserwatora. Po uzyskaniu wszystkich pozwoleń, planowane jest niezwłoczne rozpoczęcie odbudowy zabytku i oddanie go do użytkowania.  

## Architektura
Budynek w stylu klasycystycznym, jednokondygnacyjny, murowany z cegły otynkowany, nakryty wysokim, dwuspadowym dachem pokrytym dachówką. Od frontu długi z podcień. Pomieszczenia nakryte stropem płaskim. W dawnej sieni sklepienie żaglaste. W trzech pomieszczeniach piwnicznych zachowane sklepienia kolebkowe .  